# Њу Мајама (Охајо)
Њу Мајама (енгл. New Miami) град је у америчкој савезној држави Охајо.

## Демографија
По попису из 2010. године број становника је 2.249, што је 220 (-8,9%) становника мање него 2000. године.
| Група             | 2000.         | 2010.         |
| Белци             | 2.283 (92,5%) | 2.049 (91,1%) |
| Афроамериканци    | 132 (5,3%)    | 118 (5,2%)    |
| Азијати           | 2 (0,1%)      | 2 (0,1%)      |
| Хиспаноамериканци | 17 (0,7%)     | 26 (1,2%)     |
| Укупно            | 2.469         | 2.249         |